# Падре (острво)
Падре (енгл. Padre Island) је острво САД које припада савезној држави Тексас. Површина острва износи 542 km².